# 大安友谊琉璃工厂
大安友谊琉璃工厂是一家位于朝鲜南浦市大安区域，生产平板玻璃和其他玻璃制品的工厂。
该工厂于2005年在中华人民共和国政府的资助下竣工，建筑占地面积为158,000平方（1,700,000平方英尺），总占地面积为293,000平方（3,150,000平方英尺），并且有一个栈桥和铁路接入工厂。大多数原材料（如沙子、长石、碳酸钠和白云石），都是从附近的产地通过船只运抵工厂码头。朝鲜国铁大安线从泰安货运站引出的铁路支线连接工厂，这条支线用于运输平板玻璃。平壤热电厂为该工厂供电。

## 南浦琉璃瓶工厂
南浦琉璃瓶工厂（韓語：남포유리병공장）是大安友谊琉璃工厂的子公司，是位于朝鲜南浦的一家生产瓶子和玻璃器皿的工厂。工厂原址紧临新南浦站，但已于1971年废弃。2002年决定在南浦造船厂附近重建工厂，新工厂于2010年竣工。据朝中社报道，生产过程在 2012 年实现了现代化。原材料（沙子）从龙庆县附近的長淵站（長淵線终点）和龍淵郡运来。 
朝鲜国铁通过平南线的南浦支线连接该设施。